# 久保田貴士
久保田 貴士（くぼた たかし、1967年9月17日 - ）は、日本中央競馬会 (JRA) ・美浦トレーニングセンターに所属する調教師。父・久保田敏夫は元JRA調教師。

## 来歴
JRAにて調教師を務め、ユキノビジンなどの活躍馬を管理した久保田敏夫を父に持つ。野球少年であったが、美浦にトレセンができた1978年に移り住んだ頃から乗馬を始めた江戸崎西高等学校（現・江戸崎総合高等学校）の3年生時には国体で優勝し、明治大学に推薦で入学するほどになる。大学在学時の1987年から1989年にかけ全日本学生馬術選手権大会「個人の部」3連覇を含む主だった馬術界の学生タイトルを総なめにしたほか、海外でもタイトルを獲得した。
卒業後、イギリスのクライヴ・ブリテン厩舎にて2年の実地研修。1991年には、ジャパンカップに遠征して12着だったテリモンの遠征主任として来日している。
1992年4月にJRA競馬学校厩務員課程に入学、同年10月より美浦・柴田欣也厩舎所属の厩務員として配属される。その半年後に調教助手の資格を取得、その後も複数の厩舎を渡り歩きながらキャリアを積み、高橋祥泰厩舎時代にはタイキフォーチュン、サウスヴィグラスなどの調教を担当。2002年2月に調教師試験に合格、1年の技術調教師研修を経て2003年3月開業となる。
2003年3月9日の初出走から初勝利は同年4月19日のケイツーウインで延べ16戦目。初年度こそ6勝と奮わなかったが、翌2004年に勝利数を二桁に乗せ、以後年間20勝台を勝ち上がるようになり、2007年にはアンタレスステークスをワイルドワンダーで制して、重賞初勝利を記録するなど頭角を現すようになる。
2007年11月17日、東京5Rで、ハピネスフォーユーが1着となり、現役166人目となるJRA通算100勝を919戦目で達成した。
2007年と2009年には優秀調教師賞を受賞。
2011年2月13日、東京1Rで、ヒシカルロスが1着となり、現役119人目となるJRA通算200勝を達成。
2015年2月21日、東京6Rでシンボリタピットで1着となり、現役72人目となるJRA通算300勝を達成。同年のエリザベス女王杯を、中山競馬場の芝2500メートルの条件戦を勝った時からそのレースに勝つことを意識させたというマリアライトで制し、GI初勝利を挙げた。
2019年11月3日、福島2Rでミッキーハッスルが1着となり、現役40人目となるJRA通算400勝を3908戦目で達成した。
2023年12月3日、中山8Rでエリカヴァレリアが1着となり、現役では26人目となるJRA通算500勝を4946戦目で達成した。

## 調教師成績
|            | 日付           | 競馬場・開催  | 競走名             | 馬名               | 頭数 | 人気 | 着順 |
| ---------- | -------------- | ------------- | ------------------ | ------------------ | ---- | ---- | ---- |
| 初出走     | 2003年3月9日   | 1回中京2日1R  | 3歳未勝利          | ファカルティー     | 16頭 | 4    | 5着  |
| 初勝利     | 2003年4月19日  | 4回中山7日1R  | 3歳未勝利          | ケイツーウイン     | 11頭 | 1    | 1着  |
| 重賞初出走 | 2004年11月20日 | 5回東京5日11R | 東京スポーツ杯2歳S | カネサマンゲツ     | 13頭 | 8    | 11着 |
| 重賞初勝利 | 2007年4月22日  | 3回京都2日11R | アンタレスS        | ワイルドワンダー   | 16頭 | 3    | 1着  |
| GI初出走   | 2006年10月1日  | 4回中山8日11R | スプリンターズS    | シンボリエスケープ | 16頭 | 7    | 13着 |
| GI初勝利   | 2015年11月15日 | 5回京都4日11R | エリザベス女王杯   | マリアライト       | 18頭 | 6    | 1着  |

## おもな管理馬
※括弧内は当該馬の優勝重賞競走、太字はGI級競走。
- ワイルドワンダー（2007年アンタレスステークス、プロキオンステークス、2008年根岸ステークス）
- ドラゴンファイヤー（2007年シリウスステークス）
- ストロングガルーダ（2009年ラジオNIKKEI賞）
- マリアライト（2015年エリザベス女王杯、2016年宝塚記念[10]）
- ストロングサウザー （2016年佐賀記念、マーキュリーカップ）
- イルーシヴパンサー（2022年東京新聞杯、2023年京都金杯）[11]
- シーズンリッチ（2023年毎日杯）
- ロスコフ（2024年小倉サマージャンプ）